# Graphiphora basilinea
Graphiphora basilinea är en fjärilsart som beskrevs av Taco Hajo van Wisselingh 1959. Graphiphora basilinea ingår i släktet Graphiphora och familjen nattflyn. Inga underarter finns listade i Catalogue of Life.